# Ruoqiang He
Ruoqiang He är ett vattendrag i Kina. Det ligger i den autonoma regionen Xinjiang, i den nordvästra delen av landet, omkring 550 kilometer söder om regionhuvudstaden Ürümqi.
Genomsnittlig årsnederbörd är 81 millimeter. Den regnigaste månaden är juni, med i genomsnitt 24 mm nederbörd, och den torraste är oktober, med 2 mm nederbörd.